# Franz Xaver Schmädl
Franz Xaver Schmädl, auch Franz Schmottel, (* 1. November 1705 in Oberstdorf; † 16. Januar 1777 in Weilheim) war ein deutscher Bildhauer des Rokoko.

## Leben
Franz Xaver Schmädl war das vierte von neun Kindern des aus Wattens in Tirol gebürtigen Schmieds Andreas Schmadel und dessen Frau Monica Huber. Er lernte in Dillingen an der Donau und Augsburg oder München, bevor er sich mit 27 Jahren in Weilheim niederließ, wo er fortan wirkte. Zunächst arbeitete er in der Werkstatt des Weilheimer Bildhauers Martin Dürr, bevor er nach dessen Tod 1734 durch die Heirat der Witwe Maria, die ebenfalls als Bildhauerin tätig war, das Bürgerrecht erlangte und seine Werkstatt übernahm. Aufgrund seines steigenden Wohlstandes stieg Schmädl auch gesellschaftlich auf und war von 1752 bis 1754 Ratsherr und anschließend eine Zeitlang vierter Bürgermeister in Weilheim. In den 1760er Jahren gingen die Aufträge für seine Werkstatt zurück und Schmädl bekam finanzielle Schwierigkeiten. Wegen seiner Steuerrückstände ging deshalb die Stadt 1774 gegen ihn vor.
Zahlreiche Pfarrkirchen des Pfaffenwinkels sind mit Werken Schmädls ausgestattet. 1758 wurde Schmädls Entwurf für den Hochaltar der Pfarrkirche von Schongau angenommen, der zahlreiche Motive des Entwurfs seines Münchener Konkurrenten Ignaz Günther übernommen hatte. Charakteristisch für Schmädls Werke ist die Verbindung des höfischen Rokokostils mit bäuerlich-derben Wesenszügen. Dabei vermied er den dekorativen Weg der Wessobrunner Schule. Sein Spätwerk zeigt deutliche klassizistische Züge.
Schmädl war insgesamt viermal verheiratet und hatte 27 Kinder.

## Werke (Auswahl)

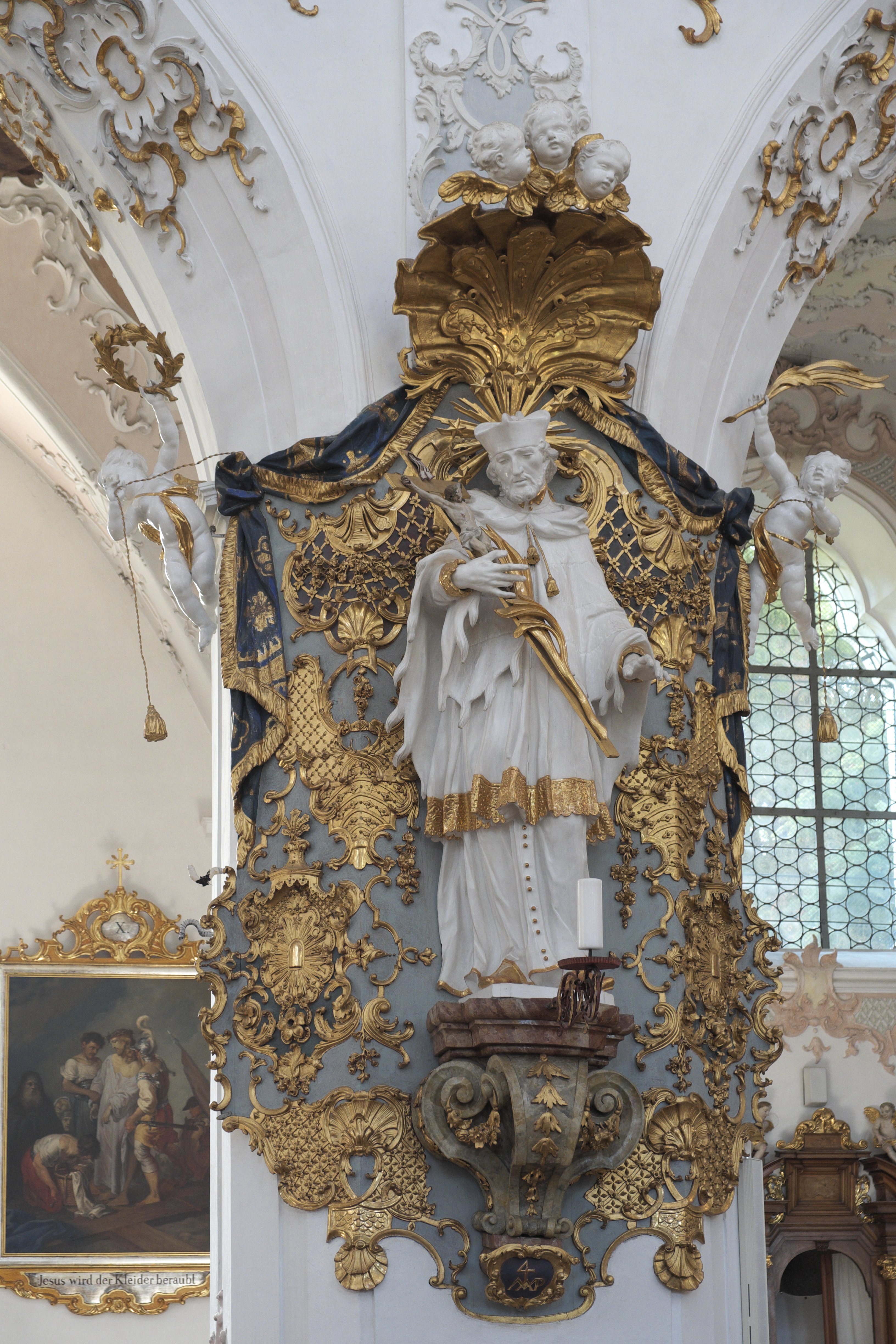
Heiliger Nepomuk in der Pfarrkirche Mariä Geburt in Rottenbuch

- 1729: Palmeselgruppe in der Josefskapelle Oberstdorf
- 1734: Statue Christus an der Säule in Murnau
- ab 1735: Altäre für St. Peter und Paul (Oberammergau)
- ab 1740: Figuren in der Pfarrkirche St. Agatha in Uffing am Staffelsee
- 1743: Figuren in der Pfarrkirche Mariä Geburt in Rottenbuch
- 1749–1751: Hochaltar der Pfarrkirche Rottenbuch
- 1750–1770: Skulpturen in der alten Pfarrkirche St. Johannes der Täufer in Rott
- 1752: Seitenaltäre der Pfarrkirche Garmisch
- 1756: Hochaltar der Heilig-Kreuz-Kirche in Landsberg
- 1756–1762: Seitenaltäre Peter und Paul der Pfarrkirche Oberammergau
- 1759: Skulpturen in der Pfarrkirche St. Johannes Baptist in Wessobrunn
- nach 1760: Hochaltar in der Heilig-Kreuz-Kapelle der Klosterschwaige Grasleiten
- 1769: Hochaltar der Pfarrkirche St. Johannes Baptist in Inning am Ammersee
- 1771: Statuen der Apostel Petrus und Paulus in der Pfarrkirche St. Vitus in Egling an der Paar
- 1774: Bildhauerarbeiten in der Pfarrkirche Mariä Heimsuchung in Perchting
- Statuen des Christus im Kerker und des heiligen Johannes Nepomuk der ehemaligen Klosterkirche Dießen
- Stuckatur der Klosterkirche Dietramszell
- Weitere Werke in der Wallfahrtskirche Maria Aich in Peißenberg, in Erling bei Andechs, Klosterkirche Andechs, Hohenpeißenberg, Sindelsdorf, Dettenschwang, Unterammergau, Schongau, Weilheim, Ettal, Farchant, Riegsee, Seehausen am Staffelsee, Peiting, Wilzhofen, Hagen, Habach und Raisting